# Korčula (grad)
Korčula (grč. Κορκυρα Μελαινα/Korkyra Melaina, lat. Corcyra Nigra, tal. Curzola) je grad na istoimenom otoku u Dubrovačko-neretvanskoj županiji u Hrvatskoj.

## Gradska naselja
Grad Korčula sastoji se od 5 naselja (stanje 2006.); to su: grad Korčula, Čara, Pupnat, Račišće i Žrnovo.

## Zemljopisni položaj
Grad Korčula nalazi se na sjeveistočnom dijelu otoka Korčule. U IV. st. pr. Kr. grčki kolonizatori nazvali su Korčulu Korkyra Melaina, a Rimljani je nazivahu Corcyra Nigra. Grad Korčula sagrađen je na poluotočiću isturenom u Pelješki kanal. Opkoljen je kulama i zidinama, koje uz sam zemljopisni položaj naglašavaju stratešku ulogu grada Korčule koji izdaleka promatran izgleda kao grad utvrda. Zbog zemljopisnih, povijesnih i kulturnih značajki grad Korčula je oduvijek bio administrativno i vjersko središte otoka, a niz posebnosti Korčulu čini jednim od istaknutijih hrvatskih povijesnih gradova.

## Povijest
Spomenimo samo Statut grada i otoka Korčule, jedan od najstarijih pravnih dokumenta u ovom dijelu Europe, nastao u 13. st. Njime se regulirao život u srednjovjekovnom gradu, izgrađenom po strogim regulama srednjovjekovnog urbanizma. Srednjovjekovni raster grada Korčule, u obliku riblje kosti, očuvan je i do danas i predstavlja posebnost po kojoj je Korčula poznata i prepoznatljiva. U tako strogoj urbanoj kompoziciji, na strogo određenim parcelama nastale su kuće, palače i crkve ukrašene vješto izrađenim elementima arhitektonske dekoracije pa dovratnici, doprozornici, balkoni, razdjelni vijenci razigravaju pročelja korčulanskih kuća. Najljepši primjeri korčulanske stambene arhitekture nastali su u 15. i 16. st. u karakterističnom gotičko–renesansnom stilu. U staroj gradskoj jezgri gotovo svako pročelje kuće krase grbovi korčulanskog plemstava, biskupa i gradskih knezova, što Korčulu čini posebnom. Korčulu su gradili korčulanski majstori od vrničkog i korčulanskog kamena. Jednaka pažnja posvećivala se i uređenju javnih površina – trgova i ulica. Već u 15. st. Petar Casola bilježi da je Korčula “izbrušena kao lijepi dragulj“ a u 17. st. nepoznati hrvatski pjesnik pjeva: ”Ornamente od svieta, famoza Korčulo“. Među brojnim korčulanskim graditeljskim obiteljima spomenimo Karliće, Pomenića, Hranića–Dragoševića, a nadasve obitelj Andrijić iz koje potječe znameniti graditelji Marko i Petar Andrijić koji su svoja vrhunska dostignuća ostvarili u Korčuli i Dubrovniku.
Glavna zanimanja Korčulana u prošlosti bijahu kamenoklesarstvo i brodogradnja, a slavu korčulanske brodogradnje i kamenoklesarstva Korčulani su prenosili diljem svijeta.
Prvi put grad Korčula spominje se u 10. st., a još uvijek je neutvrđeno točno vrijeme njegova nastanka. Najstariji građevni ostaci Korčule fragmenti s pleternom ornamentikom, upravo i datiraju iz 10. – 11. st., a Hrvati koji su u 9. st. naselili grad nazivahu ga hvatskim imenom Krkar ili Karkar. Godine 1001. Korčula prvi put dolazi pod vlast Venecije. Nakon kratkotrajnog razdoblja te prve venecijanske vladavine nad Korčulom, Korčula mijenja gospodare, najprije došavši pod vlast Zahumlja, a potom i hrvatsko-ugarskih kraljeva. Venecija ponovo preuzima vlast nad Korčulom 1256. godine. Znamenita svjetska ličnost 13. st. čije se ime vezuje uz Korčulu je Marko Polo. Godine 1298. u blizini Korčule sukobile su se venecijanska i genoveška flota. U tom pomorskom boju zarobljen je Korčulanim Marko Polo koji se borio na strani Venecije. Godine 1301. u Korčuli se osniva biskupija te najstarija korčulanska bratovština – bratovština Svih Svetih. Bratovština Sv.Roka osnovana je koncem 16. st., a bratovština Gospe od Pojasa–Sv.Mihovila početkom 17. st. Osim što su imale vjerski i socijalni značaj, ove su bratovštine sudjelovale i u oblikovanju kulturne povijesti Korčule. Sredinom 14. st. Korčula kratkotrajno potpada pod vlast ugarsko-hrvatskih kraljeva.
Venecija ponovo zauzima Korčulu 1420. i zadržava vlast nad gradom i otokom sve do 1797. 
Od početka 15. do sredine 16. stoljeća domaći majstori sagradili su katedralu sv. Marka. na najistaknutijem mjestu u gradu, na vrhu poluotočića. Godine 1557. orgulje orguljara Colombija postavljene su u korčulansku katedralu, a oslikao ih je Tintorettov učenik. Sami slavni Jacopo Tintoretto oslikao je oltarnu palu u korčulanskoj katedrali sv. Marka, a prikazuje Sv. Marka sa sv. Bartolomejom (Bartulom) i sv. Jeronimom (Jerolimom), korčulanskim zaštitnicima. Portal je djelo majstora Bonina iz Milana. Koncem 15. st. u neposrednoj blizini Korčule sukobili su se Napulj i Genova, a sam je grad pretrpio razaranja. Nepuno stoljeće nakon te bitke, godine 1571., Korčulu je napala turska flota predvođena alžirskim pokraljem Uluz–Alijom i zapovjednikom Valone Karakozijem. Predvođeni arhiđakonom Rozanovićem Korčulani su obranili svoj grad. Najznamenitija je ličnost svjetskog značaja u 16. st. u Korčuli dominikanac Vinko Paletin - teolog, filozof, pomorski toretičar, kartograf i putnik, jedan od rijetkih Hrvata koji su već u 16. st. boravili u Južnoj Americi. Njegovo najzačajnije djelo u kojem se bavi pitanjima međunarodnog prava jest “O pravu i opravdanosti rata protiv Indijanaca“.
Venecijanska uprava nad Korčulom trajala je sve do pada Venecijanske Republike 1797., a nakon toga Korčulom gospodare Austrijanci, Francuzi, Rusi, te Englezi od 1813. do 1815. Slijedi stoljeće austrougarske vladavine nad Korčulom. Godine 1871. došlo je do značajnih političkih promjena: pobjedom Narodne stranke na općinskim izborima na čelo općine dolazi Rafo Arneri, zastupnik u Dalmatinskom saboru.
Nakon Prvog svjetskog rata Korčula 1921. pripada Kraljevini SHS. U Drugom svjetkom ratu Korčulu je od 1941. do 1943. bila pod talijanskom, a od konca 1943. do rujna 1944. pod njemačkom okupacijom. Nako završetka rata Korčula je bila u sklopu SFR Jugoslavije, a po stvaranju Republike Hrvatske njezin je sastavni dio.
Dan Grada Korčule - Sv.Todor, slavi se 29. srpnja. Iako je svetac zaštitnik Korčule Sv.Marko, kult Sv.Todora ovdje je znatno naglašeniji. Slavi se od sredine 18.st.
Jedna od posebnosti Korčula, po kojoj je ona u svijetu danas prepoznatljiva, jest viteška igra Moreška u kojoj se bijeli i crni kralj, Osman i Moro, bore za ljubav djevojke - bule. Već se stoljećima u Korčuli bati taj bojni ples. Moreška se igrala u brojnim gradovima na Mediteranu, a danas samo u Korčuli, gdje se bati već 500 godina. Iako nije autohtonog porijekla, bitno se saživila s Korčulom te uz drvenu brodogradnju, kamenoklesarstvo i bratovštine postala njezinim simbolom.
Danas u sklopu samostalne Republike Hrvatske svoj razvoj Korčula temelji na prirodnim i povijesnim datostima i nastojanjima da do kraja iskoristi razvojne mogućnosti koje oni pružaju, u prvom redu na području turizma, trgovine i brodogradnje. Svako od mjesta u sastavu općine Korčula obiluje nizom prirodnih i povijesnih posebnosti.

## Administracija i politika
Grad Korčula, uz mjesto Korčulu, obuhvaća nekoliko otočkih mjesta kao što su Žrnovo, Pupnat, Čara i Račišće.

## Ekonomija
Ljudi se većinom bave turizmom, trgovinom i u okolinim selima poljoprivredom.

## Demografija

### Popis 2001.
Prema popisu stanovništva iz 2001. godine u gradu Korčula obitava 3.126, a s pripadajućim naseljima 5.889 stanovnika.

### Popis 1991.
| broj stanovnika | 4277  | 4440  | 5004  | 5567  | 5890  | 6463  | 6518  | 5996  | 5685  | 6474  | 6157  | 6097  | 5829  | 6240  | 5889  | 5663  | 5415  |
|                 | 1857. | 1869. | 1880. | 1890. | 1900. | 1910. | 1921. | 1931. | 1948. | 1953. | 1961. | 1971. | 1981. | 1991. | 2001. | 2011. | 2021. |

| broj stanovnika | 2168  | 1992  | 2125  | 2069  | 2182  | 2287  | 2289  | 2045  | 1778  | 2414  | 2458  | 2657  | 2953  | 3232  | 3126  | 2856  | 2659  |
|                 | 1857. | 1869. | 1880. | 1890. | 1900. | 1910. | 1921. | 1931. | 1948. | 1953. | 1961. | 1971. | 1981. | 1991. | 2001. | 2011. | 2021. |

## Kultura i šport

### Kultura
- U Korčuli je 21. siječnja 2006. otvoren prvi dom mladeži i kulture, s knjižnicom i prostorom za prezentiranje radova, veće sastanke i sl.
- Korčulanski barokni festival

]

### Šport
- Korčulanski plivački klub - KPK, plivački i vaterpolski klub; vaterpolo sekcija je bila prvak Europe
- Teniski klub Korčula
- Rukometni klub Korčula
- Taekwando klub Forteca
- Savez malog nogometa Grada Korčule
- Nogometni klub Korčula
- Malonogometni klub "Sv. Antun"

Svake godine mladi sportaši grada Korčule nastupaju na svjetskim otočkim igrama. Prvi puta na igrama su nastupili 2006. na Siciliji, a 2007. godine su sudjelovali na Korzici u gradovima Ajacciju i Bastiji. Prvi veći uspjeh na igrama za Korčulu su ostvarile korčulanske tenisačice te osvojile 2. mjesto, u konkurenciji od 23 otoka. U finalu su izgubile od Canara s 2:1 u mečevima.
Treću godine zaredom Korčula je sudjelovala na igrama otoka. Igre su se održale na Francuskom prekomorskom otoku Guadalupeu.
Kao i svake godine g. Niko Perić, zaljubljenik u nogomet, osnuje svoju reprezentaciju Korčule i s njom igra u otočkoj ligi.
Na Korčuli je 24. lipnja 1603. održana prva veslačka regata u Hrvatskoj.

## Obrazovanje

### Osnovne škole
OŠ Petra Kanavelića

### Srednje škole
SŠ Korčula

## Poznate osobe
- Vinko Foretić - povjesničar i arhivist
- Damir Franotović - rudarski inženjer
- Damir Kalogjera - hrvatski anglist
- Vicko Paletin - pomorski teoretičar, dominikanac, teolog, povjesničar, matematičar, kartograf, putopisac, pravnik, diplomat iz 16. st.

## Galerija slika
- Gradska riva
- Pogled na Korčulu s mora
- Stube na ulazu u Stari grad
- Gradske zidine
- Top na zidinama
- Uska korčulanska kala
- Korčulanska luka
- Rodna kuća Marka Pola
- Rozeta s korčulanske katedrale
- Zvonik korčulanske katedrale
- Detalj s korčulanske katedrale
- Gradski stup
- Ulaz u stari dio grada iznad kojeg je spomen-ploča kralju Tomislavu
- Zastava na gradskim zidinama posvećena sedamstotoj obljetnici rođenja Marka Pola

## Vanjske poveznice
- Službene stranice Grada Korčule (hrv.) (engl.) (njem.)